# Flip i Flap: Nauczyciele tańca
Flip i Flap: Nauczyciele tańca (ang. The Dancing Masters) – amerykański dźwiękowy film komediowy z 1943 roku. W rolach głównych wystąpił duet aktorów, znany jako Flip i Flap.